# Reino de Yue

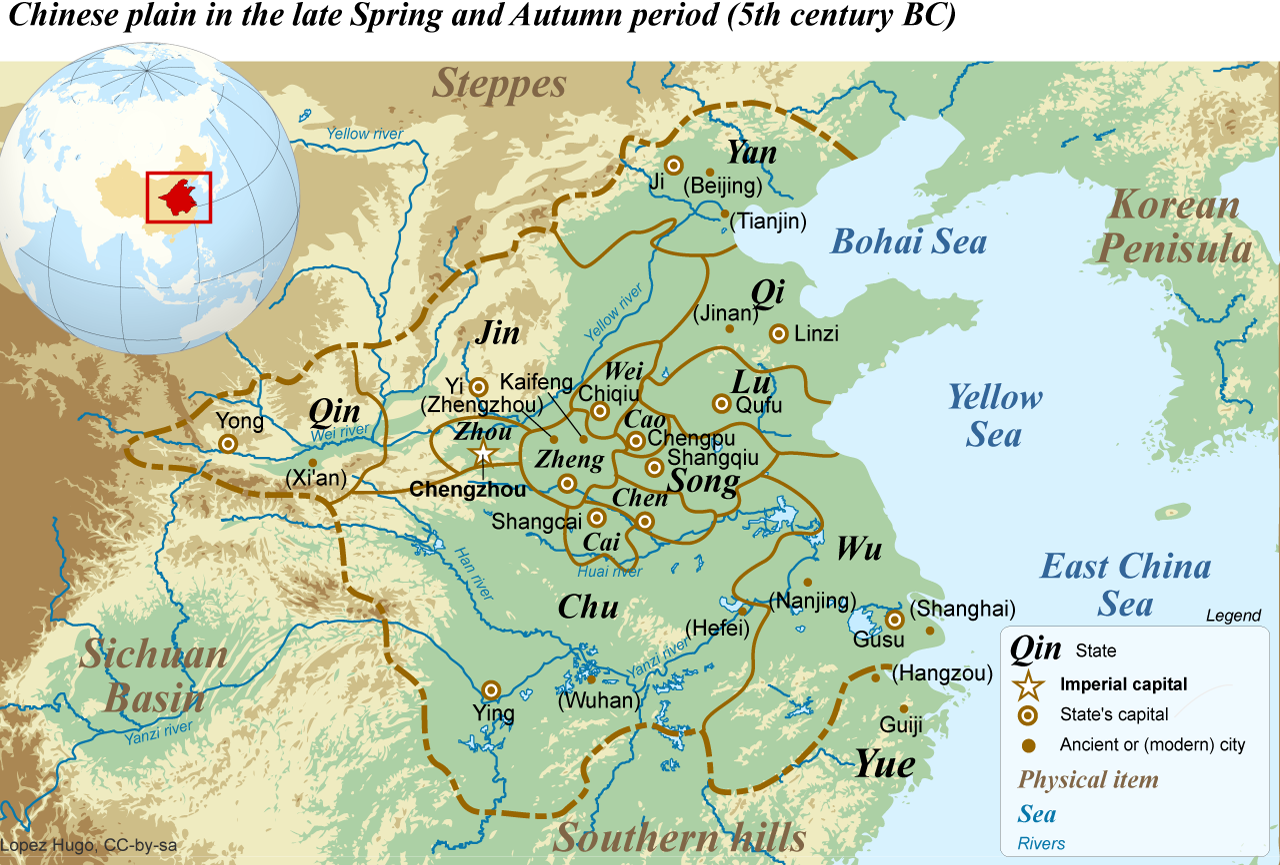
Mapa da planície chinesa no século V a.C.. O Estado de Yue está localizado no canto sudeste.

Yue, também conhecido como Yuyue (于越), foi um Estado na China antiga que existiu durante o primeiro milênio a.C. – os períodos da Primavera e Outono e dos Estados Combatentes da dinastia Zhou – nas modernas províncias de Zhejiang, Xangai e Jiangsu. Sua capital original era Kuaiji (moderna Shaoxing); após a conquista de Wu, os reis de Yue mudaram sua corte para o norte, para a cidade de Wu (moderna Suzhou) e sobreviveram até 214 a.C.. Quando os chineses foram reunificados na Dinastia Qin, Yue tornou-se um vassalo do Estado chinês.

## História

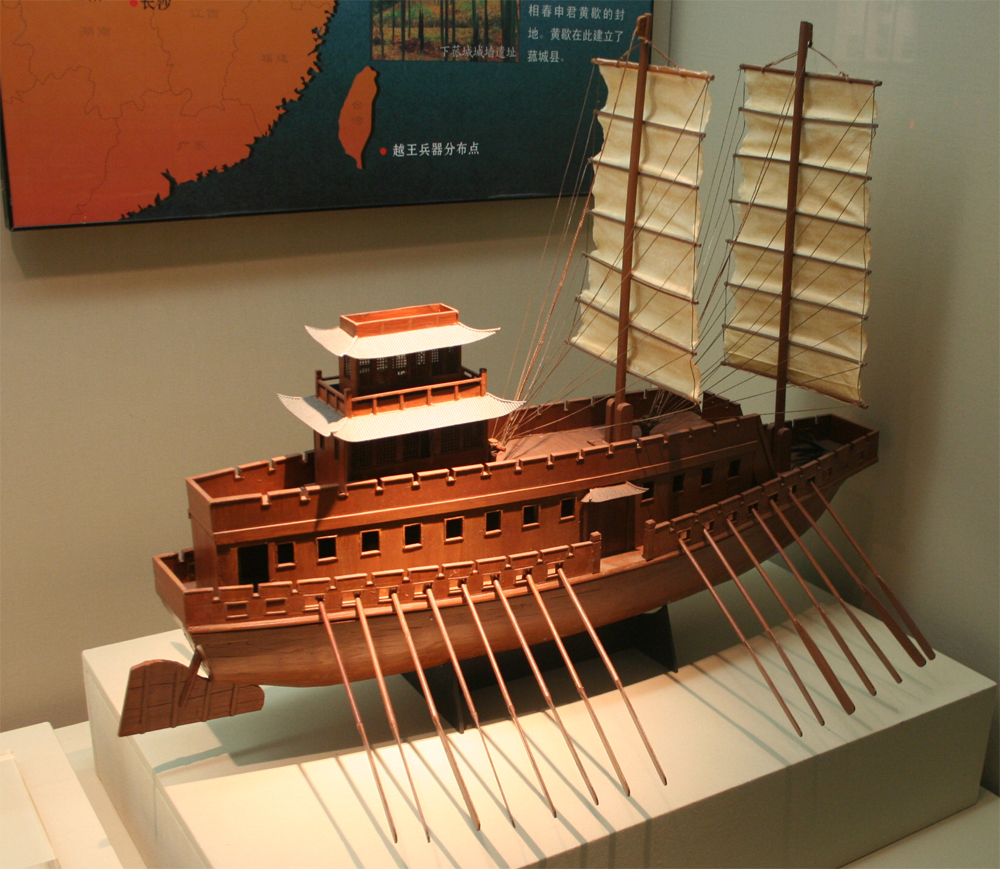
Modelo de um barco do Estado de Yue

O nome "bayue" (百越) foi aplicado indiscriminadamente a muitos povos chineses não han que haviam sido mencionados em vários textos clássicos. Um reino específico, que tinha sido conhecido como o "Yue Guo" (越國) na moderna Zhejiang, não foi mencionado até que começou uma série de guerras contra seu vizinho do norte de Yue durante o final do século VI a.C.. De acordo com os Registros do Grande Historiador e Discursos dos Estados, os Yue são descendentes de Wuyu, filho de Shao Kang, conhecido como o sexto rei da dinastia Xia.
Com a ajuda do inimigo do Reino de Wu, o Reino de Chu, Yue conseguiu ser vitorioso após várias décadas de conflito. O famoso rei Goujian destruiu e anexou Wu em 473 a.C.. Durante o reinado de Wuqiang (無彊), seis gerações depois de Goujian, Yue foi dividido por Chu e Qi em 306 aC.
Durante sua existência, Yue era famosa pela qualidade de sua metalurgia, principalmente de suas espadas. Exemplos incluem as extremamente bem preservadas Espadas de Goujian e Zhougou .
O Estado de Yue parece ter sido um desenvolvimento político em grande parte nativo no baixo Yangtze. Esta região corresponde aos povos do Neolítico antigo que partilhavam várias práticas, como a cerâmoca, a extração de dentes, a construção de estacas e o soterramento de arribas. Os falantes de austronésia também ainda viviam na região até sua conquista e sinificação começando por volta de 240 a.C..
O que diferenciava os Yue de outros Estados siníticos da época era a posse de uma marinha. A cultura Yue era distinta da chinesa em sua prática de nomear barcos e espadas. Um texto chinês descrevia os Yue como um povo que usava barcos como carruagens e remos como cavalos.